# Старосельська Тетяна Миколаївна
Тетяна Миколаївна Старосельська (нар. 18 травня 1916, Курськ — пом. невідомо) — українська художниця; член Спілки радянських художників України.

## Біографія
Народилася 18 травня 1916 року в місті Курську (нині Росія). 1940 року закінчила Київський художній інститут, де навчалася зокрема у Федора Кричевського, Сергія Григр'єва. Член ВКП(б) з 1952 року. Жила у Києві в будинку на провулку Мар'яненка, № 14, квартира № 8.

## Творчість
Працювала в галузі станкового живопису. Серед робіт:
- «Колгоспний театр» (1940);
- «Арешт М. І. та А. І. Ульянових у Києві в 1904 році» (1952);
- «Щира розмова» (1958);
- «Юність» (1963);
- «Вісті з Росії» (1965);
- «Мар'яна» (1968);
- «Ланкова» (1970).

Брала участь у республіканських виставках з 1945 року, всесоюзних — з 1950 року.